# سد چشمه عاشق
سد چشمه عاشق نام سدی ساخته شده بر روی رودخانه به همین نام در کیلومتر ۹۶ جاده نی ریز - سیرجان در استان فارس- شهرستان نی‌ریز- دهستان ریزآب- روستای وزیره واقع شده‌است.

## مشخصات سد
این سد از نوع R.C.C (بتن غلطکی) به طول تاج ۳۷۵ متر و عرض در پی ۵۱ متر عرض در تاج ۶ متر و ارتفاع از پی ۶۰ متر است و حجم کل مخزن ۶۹ میلیون مترمکعب، حجم مفید ۶۹ میلیون مترمکعب و حجم فعلی آب مخزنی نیز ۴۳ میلیون مترمکعب است. سد چشمه عاشق با اعتباری بالغ بر ۱۰۰ میلیارد تومان احداث شده‌است.

## اهداف
وزیر نیرو با بیان اینکه سد چشمه عاشق در ۳۰۰ کیلومتری شیراز واقع شده‌است، گفت: هدف از احداث این سد، کنترل سیلاب، تأمین آب شرب و صنعت و تضمین حق‌آبه کشاورزی منطقه است. وزیر نیرو، حجم مخزن سد چشمه عاشق را بالغ بر ۶۹ میلیون متر مکعب ذکر کرد.
شرب: میزان آب شرب مورد نیاز برای اهالی زیر دست سد چشمه عاشق حدود 2 میلیون مترمکعب برآورد می شود و به منظور تامین آب شرب مورد نیاز مرکز شهرستان، میزان آب مورد نیاز کلی و اختصاصی برای این بخش را تا 8.5 میلیون مترمکعب در نظر گرفته اند.  هر چند که انتقال آب از محل این سد تا مرکز شهرستان به دلیل فاصله زیاد و عوارض کوهستانی با اختلاف ارتفاع بیش از 1000 متری نسبت به مخزن سد عملی بودن چنین انتقالی بر مبنای توسعه پایدار و اقتصادی را در هاله ای از ابهام قرار داده است و تنها مافیای قدرتمند آب با دسترسی به منابع بیت المال قادر به انجام چنین انتقال غیرکارشناسی می باشد.
کشاورزی: مطابق با آنچه در آرشیو سازمان آب منطقه ای فارس و وزارت نیرو موجود می باشد مطالعات سد چشمه عاشق در گذشته و با هدف مهار رواناب های سطحی به منظور تامین آب مورد نیاز اراضی پایاب و بخش کشاورزی انجام شده است. اگر چه از ابتدا مسئولین و متولیان امر در مصاحبه های مختلف هدف از ساخت این سد را تامین آب شرب و کشاورزی منطقه پایین دست بیان نموده اند اما از سال 1394، ضمن تغییر مواضع خود، بخش کشاورزی به عنوان اصلی ترین ذینفع کاملا در حاشیه قرار داده شده و در حال حاضر هیچ حق آبه رسمی برای این بخش تصویب و ابلاغ نشده است. با این حال در 4 سال گذشته، سازمان آب منطقه ای فارس حدود 12 میلیون مترمکعب آب موجود در مخزن را به کشاورزان زیر دست فروخته است. لازم به ذکر است که حدود 5 میلیون مترمکعب از حجم ذخیره شده در مخزن از محل چشمه فصلی چشمه عاشق در سال های اخیر تامین شده است که مالکیت آن مطابق با اسناد موجود متعلق به کشاورزان پایین دست بوده و حق قانونی آن ها، به آن ها فروخته شده است.
صنعت: اگر چه هیچ گونه حق آبه ای در مطالعات پایه و کارشناسی شده برای این بخش در نظر گرفته نشده است اما از سال 1394 و با ظهور پدیده صنعتی فولاد غدیر نی ریز در 50 کیلومتری سد و به دلیل توان بالای اقتصادی و سیاسی این مجموعه، این بخش آب بر و آلوده کننده با حمایت سیاسیون و فشارهای موجود به عنوان یکی از طلبکاران ناحق آب در منطقه قد علم نموده است به گونه ای که متاسفانه بنابر اظهارات مسئولین به نظر می رسد که این بخش در حال حاضر حق آبه مصوب و رسمی تا 6 میلیون مترمکعب در سال را از مخزن سد چشمه عاشق در اختیار دارد و به عنوان تنها ذینفع خارج از حوضه آبریز یکی از مصادیق اصلی انتقال آب بین حوضه ای است. و به نظر می رسد که اگر دست درازی این گونه مجموعه های صنعتی به منابع آب قطع نگردد شاهد بلعیده شدن تمامی منابع آب و بحران های جدی در پایین دست این آبریز کوچک باشیم.  لازم به ذکر است که در پایین این حوضه آبریز نیز غول صنعتی گل گهر توانسته است بدون نیاز به منابع چندان آبی منطقه، با استفاده از آب شیرین کن های خلیج فارس بتواند نیاز کامل خود را از منابع محدود آبی منطقه به منبع جدیدی از آب معطوف سازد. منبع آبی که می تواند توسط سایر صنایع فولادی منطقه نیز الگویی برای عدم فشار به منابع محلی آب زیرزمینی و سطحی کویر مرکزی ایران قلمداد شود. 